# シコトヴォ
シコトヴォ（Шко́тово）はロシア連邦沿海地方シコトヴォ地区にある都市型集落（町）の一つで、ウスリー湾に面する。以前はシコトヴォ地区の行政中心であった。
人口は5366人（2009年）。
アムール川下流から移ってきた農民、休暇中の兵士と水夫が村を建設し、ツィムヘ川（現在名シコトフカ川）河口に住み着いた。1865年、こうしてシコトヴォ村が作られた。村の名はコルベット・アメリカ艦長であった海軍大尉ニコライ・シコートに因む。
集落内には鉄道駅がある。

## 観光地
- モスクワの至福者聖マトローナ寺院（Храм святой блаженной Матроны Московской）
- 大祖国戦争犠牲者の碑
- パルチザンの碑
- ニコライ・ヤコヴレヴィチ・シコートの碑（集落名の由来）
- シコトヴォより2kmのところにサファリパークがあり、熊、鹿、猪などが飼育されている。

文化の家を運営する。

## 著名な出身者
- イリヤ・ヘガイ（1930年生） - 画家